# Молдін (Південна Кароліна)
Молдін (англ. Mauldin) — місто (англ. city) в США, в окрузі Грінвілл штату Південна Кароліна. Населення — 24 724 особи (2020).

## Географія
Молдін розташований на південь від центру графства Грінвілль, між містом Грінвілл на північному заході та Сімпсонвілем на південному сході. За даними Бюро перепису населення США в 2010 році місто мало площу 25,90 км², з яких 25,78 км² — суходіл та 0,12 км² — водойми.
Маршрут США 276 (Головна вулиця) проходить через центр Молдіна, що веде на північний захід в 8 км (13 км) до центру Грінвіла і на південному сході в 5 км (8 км) до Сімпсонвіля. Міждержавна 385 пролягає через східну сторону Молдіна, що веде на північ до міждержавної 85 на східній стороні Грінвілла. I-385 з'єднується з міждержавним 185 на південному краю Маульдіна, а I-185 продовжує на захід і північний захід 13 миль (21 км), щоб приєднатись до I-85 на південно-західній стороні Грінвіла. Із її розв'язкою з I-185 І-385 веде на південний схід 30 миль (48 км) до Міждержавної 26 поблизу Клінтона .

## Історія
Бенджамін Гріффіт отримав перший земельний грант у тому, що зараз називається Молдін у 1784 році. Ім'я Молдін було присвоєно місту майже випадково в 1820 році завдяки лейтенантовому губернатору Південної Кароліни У. Л. Молдіну. Залізничний вокзал називався "Молдін", тому що лейтенант допомагав в тому, щоб залізнична компанія Greenville Laurens проїхала через село. З часом вся область дістала ім'я Молдін.Під час громадянської війни багато громадян Молдіна пішли воювати, і місто практично пересохло. Він ніколи повністю не відновився до другої світової війни, коли громада була включена як місто (1960).

## Демографія

### Перепис 2010
Згідно з переписом 2010 року, у місті мешкало 22 889 осіб у 9358 домогосподарствах у складі 6149 родин. Густота населення становила 884 особи/км².  Було 9929 помешкань (383/км²).
Расовий склад населення:
| - 68,7 % — білих - 22,5 % — чорних або афроамериканців - 3,5 % — азійців - 0,3 % — корінних американців - 0,1 % — вихідців з тихоокеанських островів - 2,7 % — осіб інших рас |

До двох чи більше рас належало 2,2 %. Частка іспаномовних становила 7,7 % від усіх жителів.
За віковим діапазоном населення розподілялося таким чином: 24,5 % — особи молодші 18 років, 63,7 % — особи у віці 18—64 років, 11,8 % — особи у віці 65 років та старші. Медіана віку мешканця становила 37,1 року. На 100 осіб жіночої статі у місті припадало 88,9 чоловіків;  на 100 жінок у віці від 18 років та старших — 84,3 чоловіків також старших 18 років.
Середній дохід на одне домашнє господарство  становив 69 966 доларів США (медіана — 59 960), а середній дохід на одну сім'ю — 78 564 долари (медіана — 68 569). Медіана доходів становила 54 644 долари для чоловіків та 37 421 долар для жінок. За межею бідності перебувало 6,5 % осіб, у тому числі 9,6 % дітей у віці до 18 років та 5,4 % осіб у віці 65 років та старших.
Цивільне працевлаштоване населення становило 12 515 осіб. Основні галузі зайнятості: освіта, охорона здоров'я та соціальна допомога — 19,7 %, виробництво — 19,4 %, роздрібна торгівля — 13,0 %, мистецтво, розваги та відпочинок — 10,2 %.

### Перепис 2000
За даними перепису населення  2000 року в місті проживало 15 224 особи, 63131 домогосподарств та 4 422 сім'ї. Щільність населення становила 1 767,1 чоловік на квадратну милю (681,9 / км²). Було 6500 житлових одиниць із середньою щільністю 754,5 на квадратну милю (291,1 / км²). Расовий склад міста становив 74,25% білих , 20,82% афроамериканців , 0,30% корінних американців , 2,24% азійських , 0,11% тихоокеанських острівців , 0,98% від інших рас і 1,31% від двох і більше рас. Латиноамериканці або латиноамериканці будь-якої раси складали 2,73% населення.
Було 6131 домогосподарств, з яких 33,9% мали дітей, які не досягли 18 років, проживали разом із ними, 55,8% були подружніми парами, які проживали разом, 10,4% - домогосподаркою-жінкою без чоловіка, а 30,8% - несімейними. 26,0% усіх домогосподарств складали особи, а 6,2% - хтось, хто жив один, віком 65 років. Середній розмір домогосподарств становив 2,46, а середній розмір сім'ї - 2,97.
У місті чисельність населення становила 25,0% у віці до 18 років, 8,1% - від 18 до 24, 33,5% - від 25 до 44, 24,1% - від 45 до 64, та 9,3% - старші 65 років. . Середній вік становив 35 років. На кожні 100 жінок було 93,2 чоловіки. На кожні 100 жінок віком від 18 років було 91,0 чоловіків.
Середній дохід для домогосподарства в місті становив 51 657 доларів, а середній дохід для сім'ї - 61 817 доларів. Чоловіки мали середній дохід у 41 047 доларів проти 29 985 доларів для жінок. Дохід на душу населення для міста становив 24 750 доларів. Близько 3,2% сімей та 4,4% населення опинилися за межею бідності , у тому числі 6,7% осіб, які не досягли 18-річного віку, і 9,2% тих, хто старше 65 років.

## Економіка
Мережа супермаркетів BI-LO колись мала штаб-квартиру в Молдіні.

## Освіта
Державною освітою в Молдіні керує шкільний округ округу Грінвіл . В районі діє середня школа .
У Молдіна є публічна бібліотека , відділення бібліотечної системи графства Грінвіл.

## Особистості
- Кевін Гарнетт , олімпієць, професійний баскетболіст
- Орландо Джонс , актор
- Аль Годжин , професійний гравець у бейсбол